# Meleageria
Meleageria is een geslacht van vlinders uit de familie Lycaenidae, de kleine pages, vuurvlinders en blauwtjes. Deze naam wordt veelal beschouwd als een synoniem van Polyommatus.

## Soorten
- Meleageria daphnis - Getand blauwtje